# Liste der Biografien/Mca
Liste der Biografien |
Portal Biografien |
Personensuche
# |
A |
B |
C |
D |
E |
F |
G |
H |
I |
J |
K |
L |
M |
N |
O |
P |
Q |
R |
S |
T |
U |
V |
W |
X |
Y |
Z |
?
 
Ma |
Mb |
Mc |
Md |
Me |
Mf |
Mg |
Mh |
Mi |
Mj |
Mk |
Ml |
Mm |
Mn |
Mo |
Mp |
Mq |
Mr |
Ms |
Mt |
Mu |
Mv |
Mw |
Mx |
My |
Mz
 
Mca |
Mcb |
Mcc |
Mcd |
Mce |
Mcf |
Mcg |
Mch |
Mci |
Mcj |
Mck |
Mcl |
Mcm |
Mcn |
Mco |
Mcp |
Mcq |
Mcr |
Mcs |
Mct |
Mcu |
Mcv |
Mcw
Die Liste der Biografien führt alle Personen auf, die in der deutschsprachigen Wikipedia einen Artikel haben. Dieses ist eine Teilliste mit 154 Einträgen von Personen, deren Namen mit den Buchstaben „Mca“ beginnt.

## Mca

### Mcad

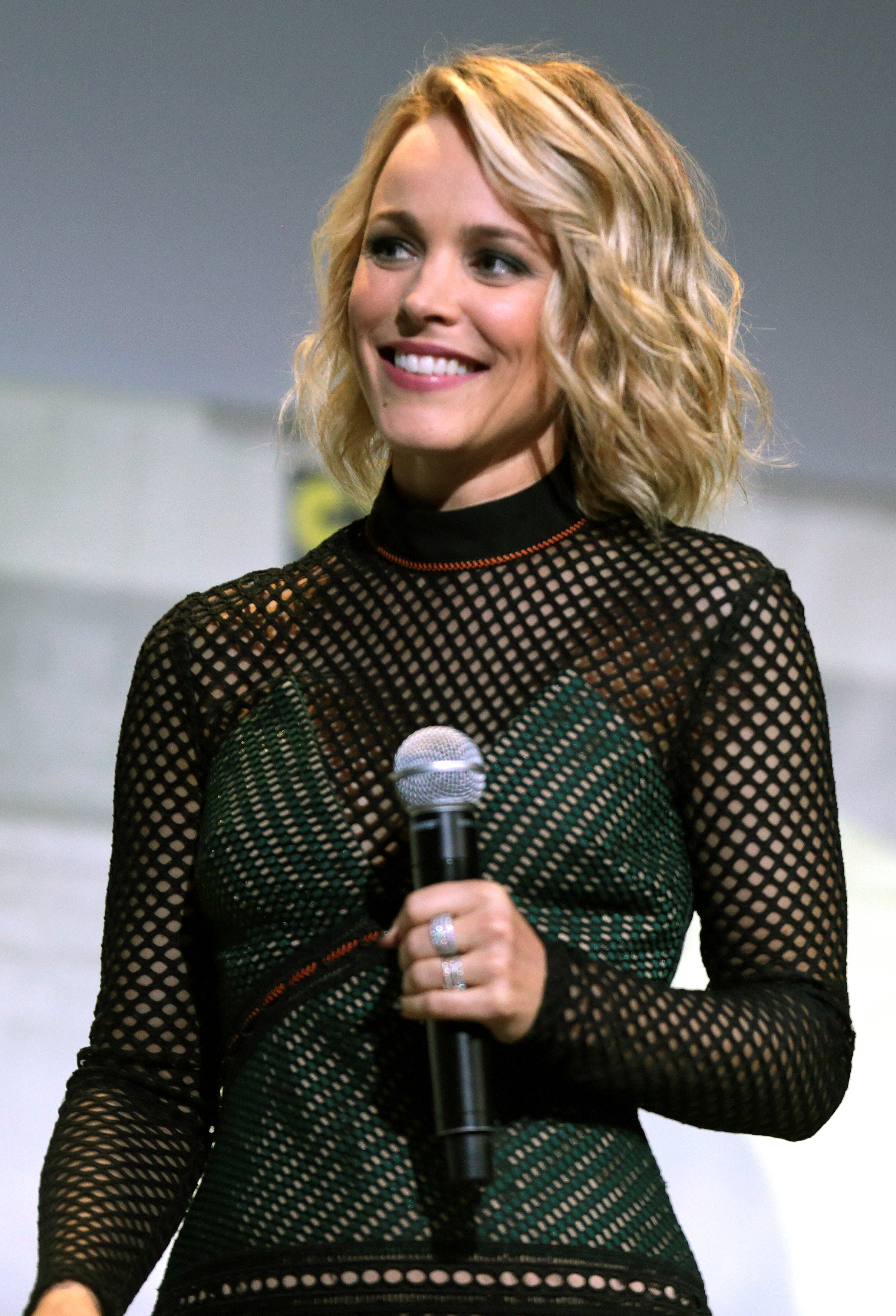
Rachel McAdams (* 1978)

- McAdam, Doug (* 1951), US-amerikanischer Soziologe
- McAdam, Hugh (* 2000), australischer Skirennläufer
- McAdam, John Loudon (1756–1836), schottischer Erfinder, der 1815 einen neuartigen Straßenbelag erfand
- McAdam, Lowell (* 1954), US-amerikanischer Manager
- McAdam, Neil (* 1957), schottischer Fußballspieler
- McAdam, Ray (* 1984), irischer Politiker (Fine Gael), Lord Mayor of Dublin
- McAdam, Steve (1960–2004), nordirischer Fußballspieler
- McAdams, Ben (* 1974), amerikanischer Politiker der Demokratischen Partei
- McAdams, Carl (* 1944), US-amerikanischer American-Football-Spieler
- McAdams, Joshua (* 1980), US-amerikanischer Hindernisläufer
- McAdams, Rachel (* 1978), kanadische SchauspielerinRachel McAdams (* 1978)
- McAdoo, Bob (* 1951), US-amerikanischer Basketballspieler
- McAdoo, Hugh M. (1838–1894), US-amerikanischer Politiker
- McAdoo, Rasheeda (* 1995), US-amerikanische Tennisspielerin
- McAdoo, William (1853–1930), US-amerikanischer Politiker
- McAdoo, William Gibbs (1863–1941), US-amerikanischer demokratischer Politiker, Senator und Finanzminister

### Mcaf
- McAfee, Andrew (* 1967), US-amerikanischer Ökonom und Hochschullehrer
- McAfee, Annalena (* 1952), britische Journalistin und Schriftstellerin
- McAfee, Anndi (* 1979), US-amerikanische Schauspielerin, Synchronsprecherin und Sängerin
- McAfee, George (1918–2009), US-amerikanischer American-Football-Spieler
- McAfee, John (1945–2021), britisch-amerikanischer Unternehmer und ProgrammiererJohn McAfee (1945–2021)

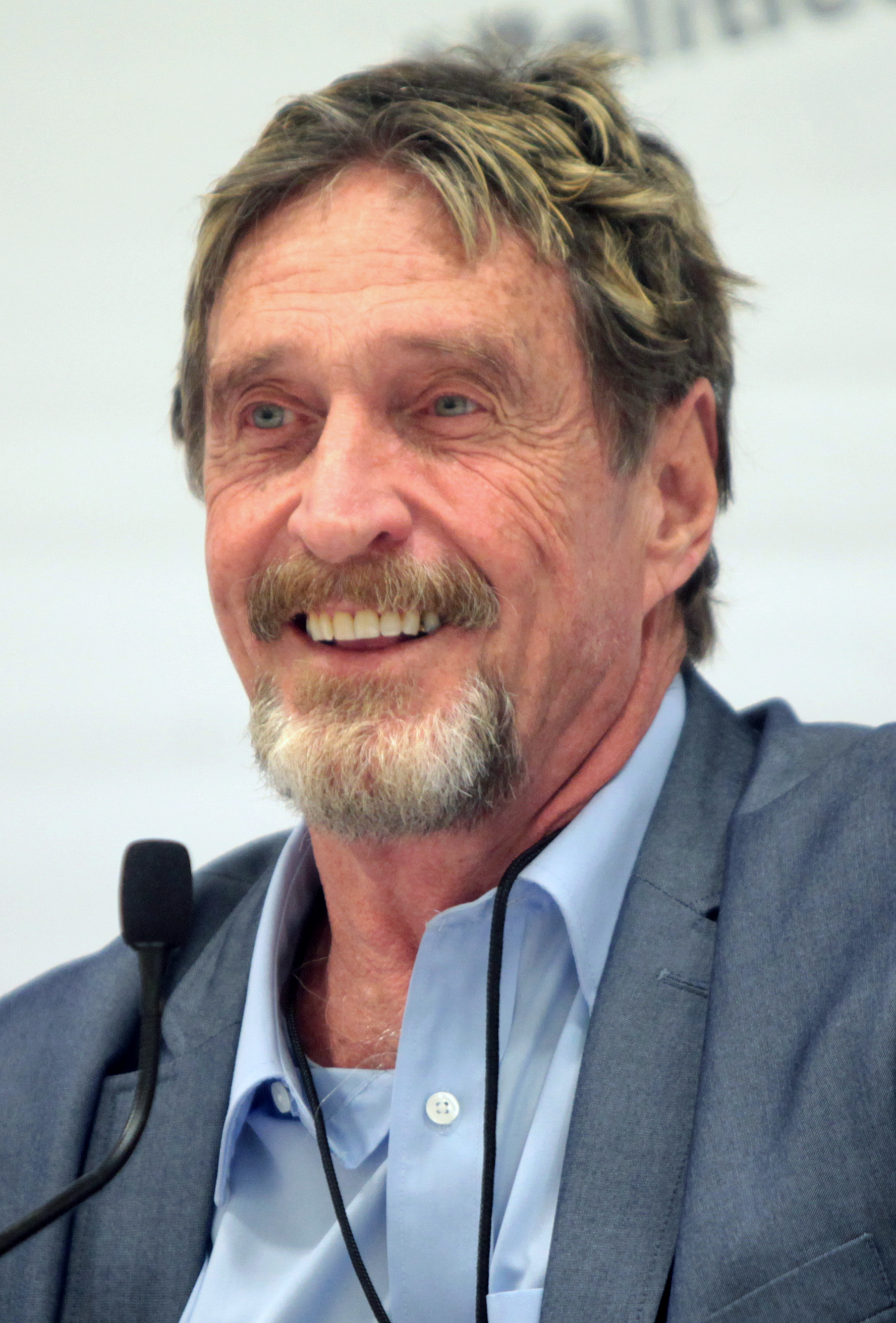
John McAfee (1945–2021)

- McAfee, Mildred (1900–1994), US-amerikanische Akademikerin
- McAfee, Pat (* 1987), US-amerikanischer American-Football-Spieler, Wrestlingkommentator und Talkshowhost
- McAfee, Robert B. (1784–1849), US-amerikanischer Politiker

### Mcal
- McAleenan, Paul (* 1951), britischer Geistlicher, Weihbischof in Westminster
- McAleer, Owen (1858–1944), US-amerikanischer Politiker
- McAleer, Veronica, Maskenbildnerin
- McAleer, William (1838–1912), US-amerikanischer Politiker
- McAleese, Martin (* 1951), irischer Politiker, Buchhalter, Zahnarzt, Ehemann von Mary McAleese und damit First Gentleman von Irland (1997–2011)
- McAleese, Mary (* 1951), irische Journalistin und Staatspräsidentin (1997–2011)
- McAlester, J. J. (1841–1920), US-amerikanischer Politiker
- McAlester, Keven, US-amerikanischer Regisseur und Filmproduzent
- McAlevey, Jane (1964–2024), US-amerikanische Organizerin, Autorin und Wissenschaftlerin
- McAlexander, Ulysses G. (1864–1936), US-amerikanischer Offizier, Generalmajor der US-Army
- McAlister, Chris (* 1977), US-amerikanischer American-Football-Spieler
- McAlister, Chris (* 1995), britischer Leichtathlet
- McAlister, Hill (1875–1959), US-amerikanischer Politiker
- McAlister, Luke (* 1983), neuseeländischer Rugby-Union-Spieler
- McAlister, Michael J. (* 1954), Spezialist für visuelle Effekte
- McAll, Barney (* 1966), australischer Jazzmusiker und Komponist
- McAll, Robert Whitaker (1821–1893), britischer evangelischer Geistlicher, Gründer der Mission populaire évangélique
- McAllan, Mairi (* 1993), schottische Politikerin (SNP)
- McAlle, John (* 1950), englischer Fußballspieler
- McAllion, John (* 1948), schottischer Politiker (Labour), Mitglied des House of Commons
- McAllister, Archibald (1813–1883), US-amerikanischer Politiker
- McAllister, Bruce (* 1946), amerikanischer Science-Fiction- und Fantasy-Autor
- McAllister, Chris (* 1975), kanadischer Eishockeyspieler
- McAllister, David (* 1971), deutscher Politiker (CDU), MdL, MdEPDavid McAllister (* 1971)

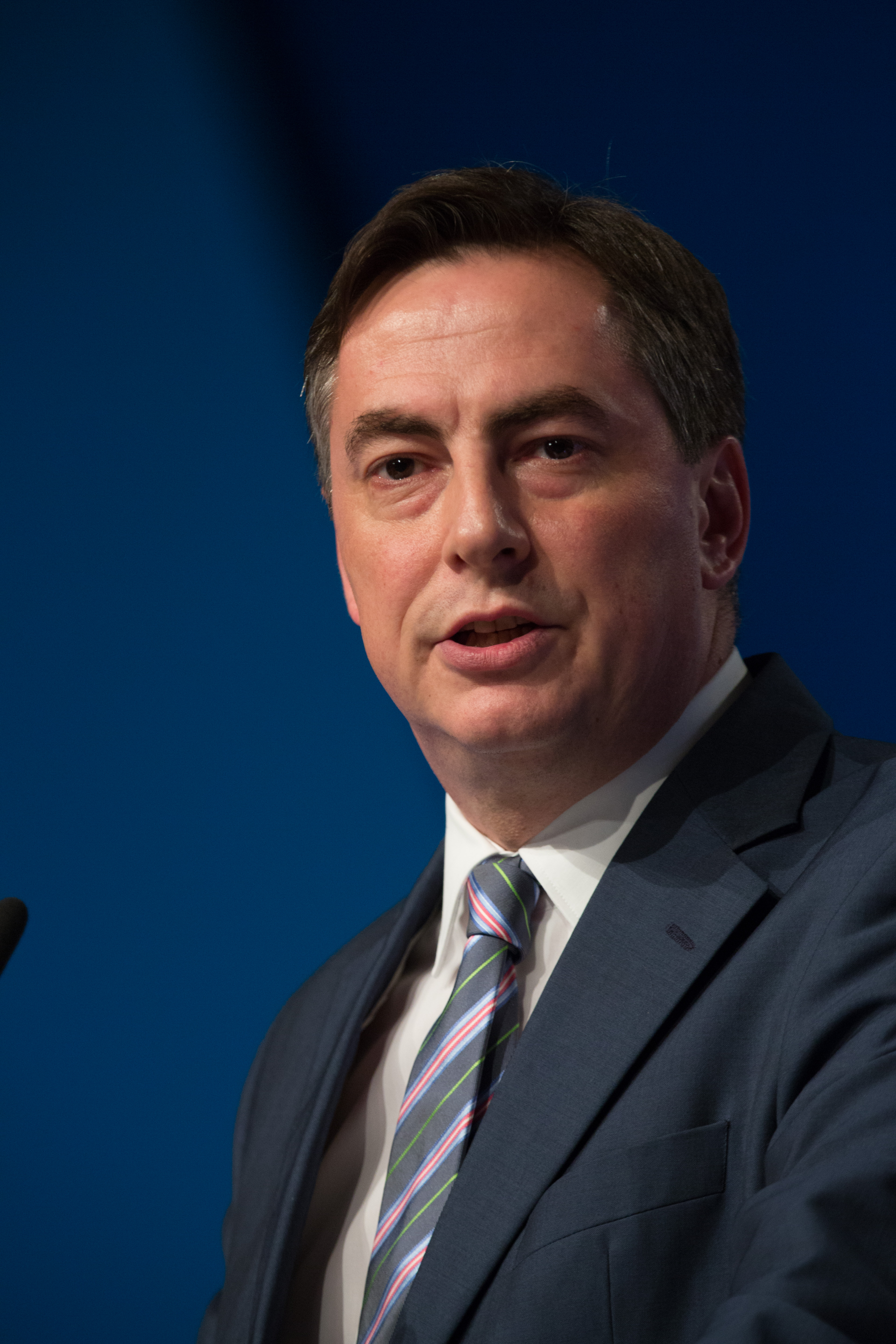
David McAllister (* 1971)

- McAllister, Deuce (* 1978), US-amerikanischer Football-Spieler
- McAllister, Gary (* 1964), schottischer Fußballspieler und -trainer
- McAllister, Ian (* 1950), britischer Politikwissenschaftler
- McAllister, Jean (* 1964), kanadische Skilangläuferin
- McAllister, Jenn (* 1996), US-amerikanische Schauspielerin und Webvideoproduzentin
- McAllister, Kyle (* 1999), schottischer Fußballspieler
- McAllister, Laura (* 1964), britische Politikwissenschaftlerin und Hochschullehrerin und ehemalige walisische Fußballnationalspielerin und heutige Fußballfunktionärin
- McAllister, Lisa (* 1980), britische Schauspielerin und Model
- McAllister, Reuben (* 2006), schottischer Fußballspieler
- McAllister, Robert (1899–1962), US-amerikanischer Sprinter
- McAllister, Stewart (1914–1962), britischer Filmeditor
- McAllister, Vance (* 1974), US-amerikanischer Politiker
- McAlmon, Robert (1895–1956), US-amerikanischer Autor und Verleger
- McAloon, Paddy (* 1957), britischer Sänger und Songwriter
- McAlpine, Alistair, Baron McAlpine of West Green (1942–2014), britischer Politiker und Life Peer
- McAlpine, Andrew (* 1948), neuseeländischer Filmarchitekt
- McAlpine, Chris (* 1971), US-amerikanischer Eishockeyspieler
- McAlpine, Donald M. (* 1934), australischer Kameramann
- McAlpine, Edwin, Baron McAlpine of Moffat (1907–1990), britischer Unternehmer
- McAlpine, Jennie (* 1984), britische Komikerin und Schauspielerin
- McAlpine, Joan (* 1962), schottische Politikerin
- McAlpine, John (* 1947), neuseeländischer Pianist und Komponist
- McAlpine, Kenneth (1920–2023), britischer Autorennfahrer
- McAlpine, Lizzy (* 1999), amerikanische Singer-SongwriterinLizzy McAlpine (* 1999)

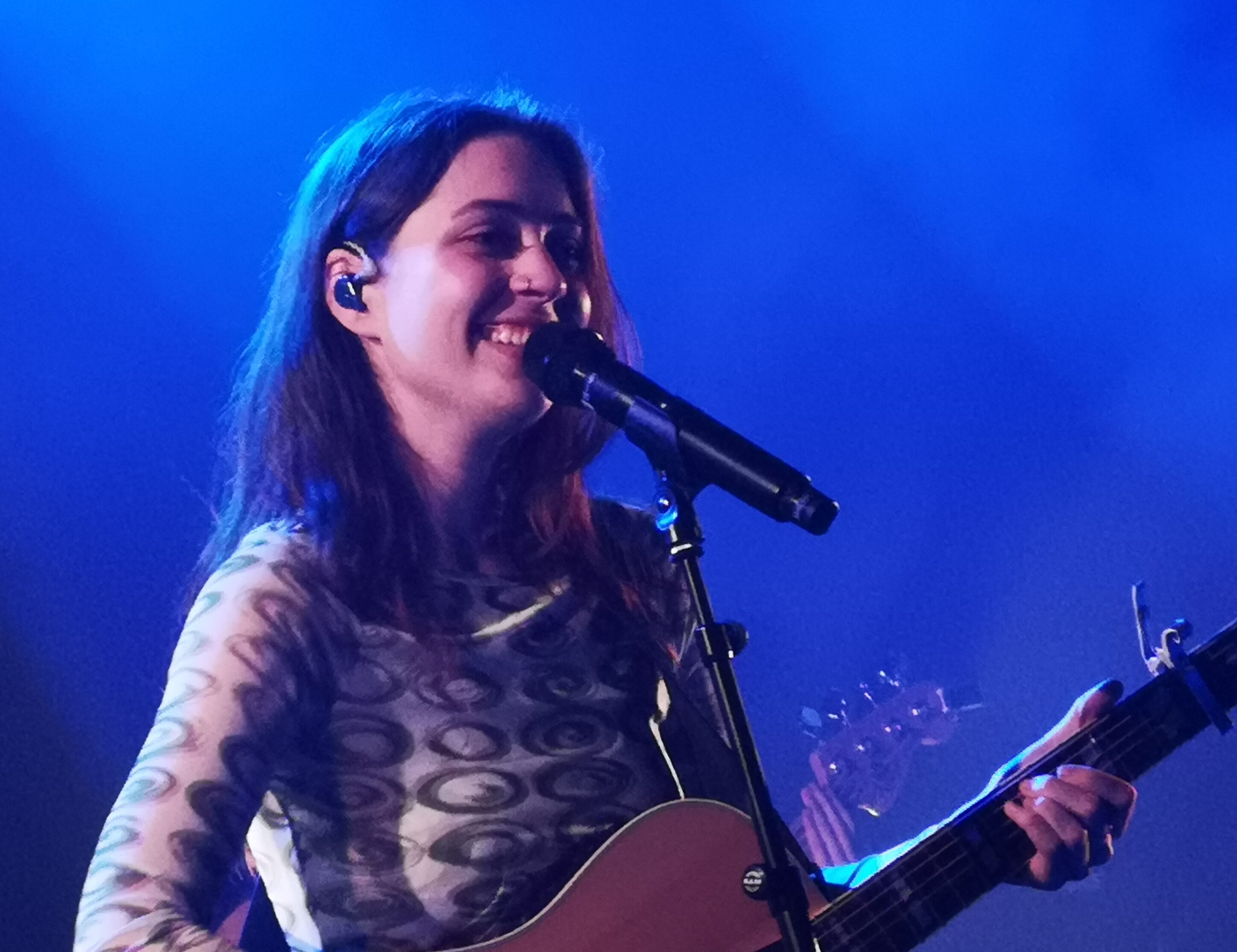
Lizzy McAlpine (* 1999)

- McAlpine, Stephen (* 1949), US-amerikanischer Politiker

### Mcam
- McAmmond, Dean (* 1973), kanadischer Eishockeyspieler

### Mcan
- McAnally, Ray (1926–1989), irischer Schauspieler
- McAndrew, Clare, irische Kulturökonomin
- McAndrew, Ian (* 1989), australischer Fußballspieler
- McAndrew, Marianne (* 1942), US-amerikanische Schauspielerin
- McAndrews, James (1862–1942), US-amerikanischer Politiker
- McAnea, Christina (* 1958), britische Gewerkschaftsfunktionärin
- McAneny Loud, Ruth (1901–1991), US-amerikanische Pädagogin und Kunstverwalterin
- McAnthony, George (1966–2011), italienischer Country-Sänger, -Musiker und Songwriter
- McAnuff, Winston (* 1957), jamaikanischer Reggae- und Dub-Sänger und Komponist
- McAnulty, Kieran (* 1985), neuseeländischer Politiker der New Zealand Labour Party

### Mcar
- McAra, Lesley, schottische Rechtswissenschaftlerin und Kriminologin
- McArdle, Aoife, nordirische Regisseurin und Drehbuchautorin
- McArdle, Brian (1911–2002), britischer Arzt und Neurowissenschaftler
- McArdle, James (* 1989), britischer SchauspielerJames McArdle (* 1989)

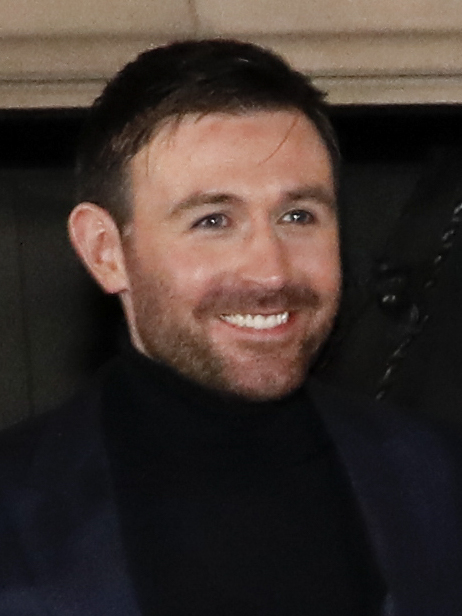
James McArdle (* 1989)

- McArdle, Joseph A. (1903–1967), US-amerikanischer Politiker
- McArdle, Kenndal (* 1987), kanadischer Eishockeyspieler
- McArdle, Pete (1929–1985), US-amerikanischer Langstreckenläufer irischer Herkunft
- McArdle, Sean (* 2007), schottischer Fußballspieler
- McArdle, Tom, US-amerikanischer Filmeditor
- McAreavey, John (* 1949), irischer Geistlicher, emeritierter römisch-katholischer Bischof von Dromore
- McArley, J., schottischer Fußballspieler
- McArthur, Alex (* 1957), US-amerikanischer Schauspieler
- McArthur, Clifton N. (1879–1923), US-amerikanischer Politiker
- McArthur, Dan (1867–1943), schottischer Fußballtorwart
- McArthur, Duncan (1772–1839), US-amerikanischer Politiker
- McArthur, Edwin (1907–1987), US-amerikanischer Dirigent, Pianist und Komponist
- McArthur, Hamish (* 2002), britischer Sportkletterer
- McArthur, James (* 1987), schottischer Fußballspieler
- McArthur, John Jr. (1823–1890), US-amerikanischer Architekt
- McArthur, Joy (* 1999), japanisch-US-amerikanische Hammerwerferin
- McArthur, Ken († 1960), südafrikanischer Langstreckenläufer
- McArthur, Kimberly (* 1962), US-amerikanische Schauspielerin und Playmate
- McArthur, Liam (* 1967), schottischer Politiker
- McArthur, Mannie (1882–1961), australischer Rugbyspieler
- McArthur, Margaret (1919–2002), australische Ernährungswissenschaftlerin und Anthropologin
- McArthur, Mark (* 1975), kanadischer Eishockeytorwart
- McArthur, Megan (* 1971), US-amerikanische Astronautin
- McArthur, Murray (* 1966), britischer Schauspieler
- McArthur, William S. (* 1951), US-amerikanischer Astronaut

### Mcas
- McAslan, Kirsten (* 1993), britische Sprinterin

### Mcat
- McAtee, James (* 2002), englischer FußballspielerJames McAtee (* 2002)

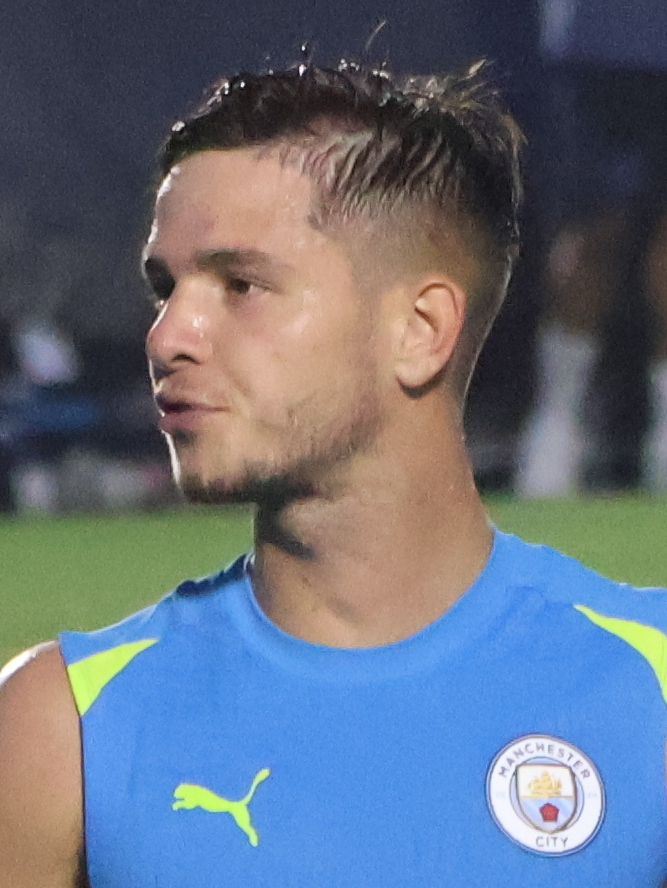
James McAtee (* 2002)

- McAteer, Fergus, nordirischer Politiker (Nationalist Party, IIP)
- McAteer, Jason (* 1971), irischer Fußballspieler
- McAteer, Kasey (* 2001), englischer Fußballspieler
- McAteer, Myrtle (1878–1952), US-amerikanische Tennisspielerin
- McAteer, Pat (1932–2009), britischer Boxer

### Mcau
- McAulay, Allan (1863–1918), britische Schriftstellerin
- McAulay, Barbara (1929–2020), australische Wasserspringerin
- McAulay, Terry, US-amerikanischer American-Football-Schiedsrichter
- McAuley, Alphonso, US-amerikanischer Schauspieler und Komiker
- McAuley, Andrew (1968–2007), australischer Abenteurer
- McAuley, Bryn (* 1989), kanadische Schauspielerin
- McAuley, Dave (* 1961), britischer Boxer im Fliegengewicht
- McAuley, Gareth (* 1979), nordirischer Fußballspieler
- McAuley, Hughie (* 1953), englischer Fußballspieler
- McAuley, James (1917–1976), australischer Dichter, Journalist und Literaturkritiker
- McAuley, Ken (1921–1992), kanadischer Eishockeytorwart und -trainer
- McAuley, Paul J. (* 1955), britischer Science-Fiction-Autor
- McAuley, Robin (* 1953), irischer RocksängerRobin McAuley (* 1953)

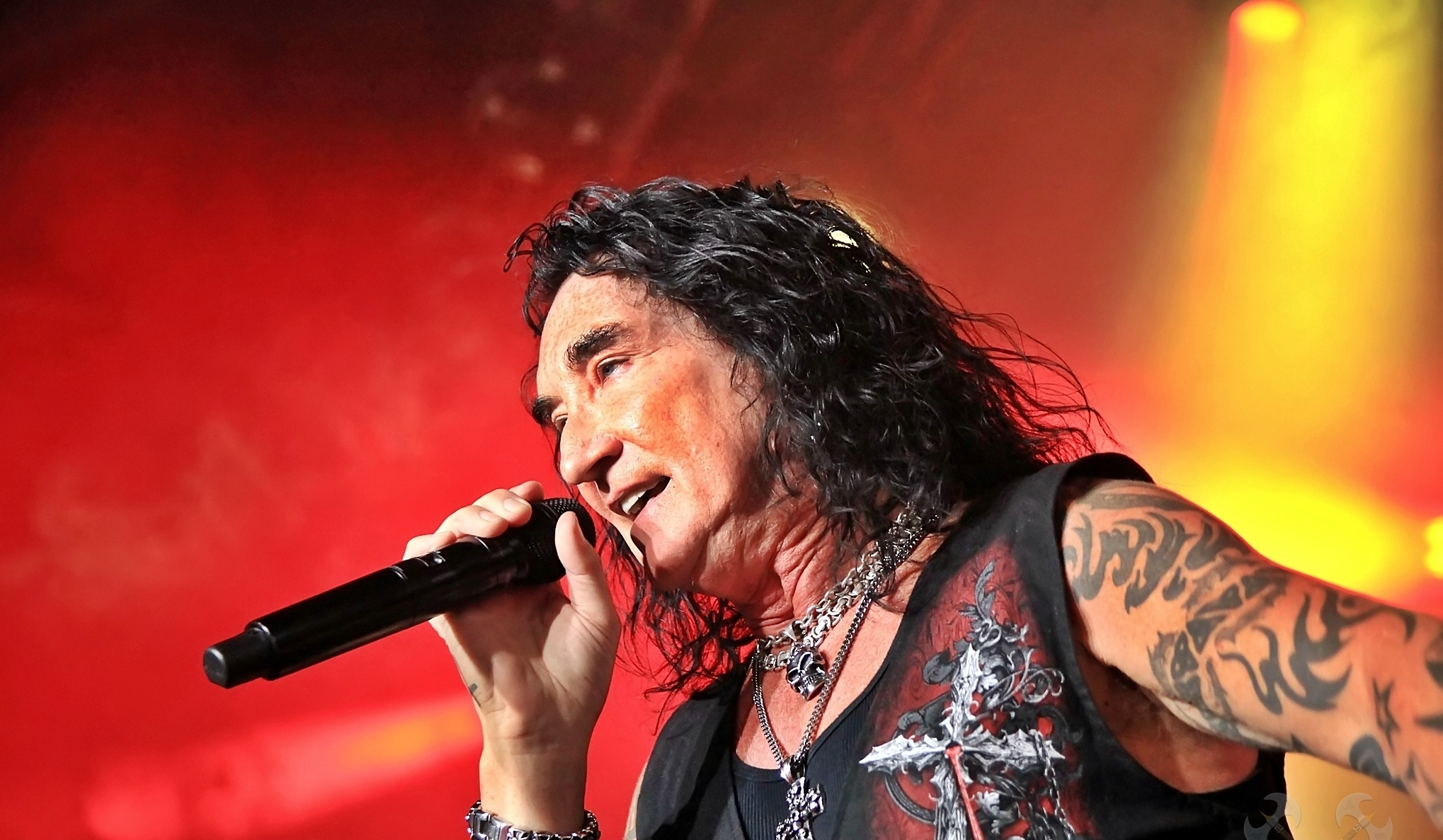
Robin McAuley (* 1953)

- McAuliffe, Anthony (1898–1975), US-amerikanischer General
- McAuliffe, Callan (* 1995), australischer Schauspieler
- McAuliffe, Christa (1948–1986), US-amerikanische Lehrerin und Astronautin
- McAuliffe, Dennis P. (1922–2012), US-amerikanischer Generalleutnant der US Army, Administrator der Panamakanalkommission
- McAuliffe, Jack (1866–1937), irisch-amerikanischer Boxer
- McAuliffe, Maurice Francis (1875–1944), US-amerikanischer römisch-katholischer Geistlicher
- McAuliffe, Michael Francis (1920–2006), US-amerikanischer Geistlicher, römisch-katholischer Bischof von Jefferson City
- McAuliffe, Patrick (1914–1989), irischer Politiker (Labour Party)
- McAuliffe, Paul (* 1977), irischer Politiker (Fianna Fáil)
- McAuliffe, Terry (* 1957), US-amerikanischer Unternehmer und Politiker der Demokratischen Partei
- McAusland, Marc (* 1988), schottischer Fußballspieler

### Mcav
- McAvan, Linda (* 1962), britische Politikerin (Labour Party), MdEP
- McAveety, Frank (* 1962), schottischer Politiker
- McAvennie, Frank (* 1959), schottischer Fußballspieler
- McAvoy, Charlie (* 1997), US-amerikanischer Eishockeyspieler
- McAvoy, Doug (1918–1988), schottischer Fußballspieler
- McAvoy, Frankie (* 1974), schottischer Fußballspieler und -trainer
- McAvoy, Gerry (* 1951), nordirischer Musiker
- McAvoy, James (* 1979), britischer Theater- und FilmschauspielerJames McAvoy (* 1979)

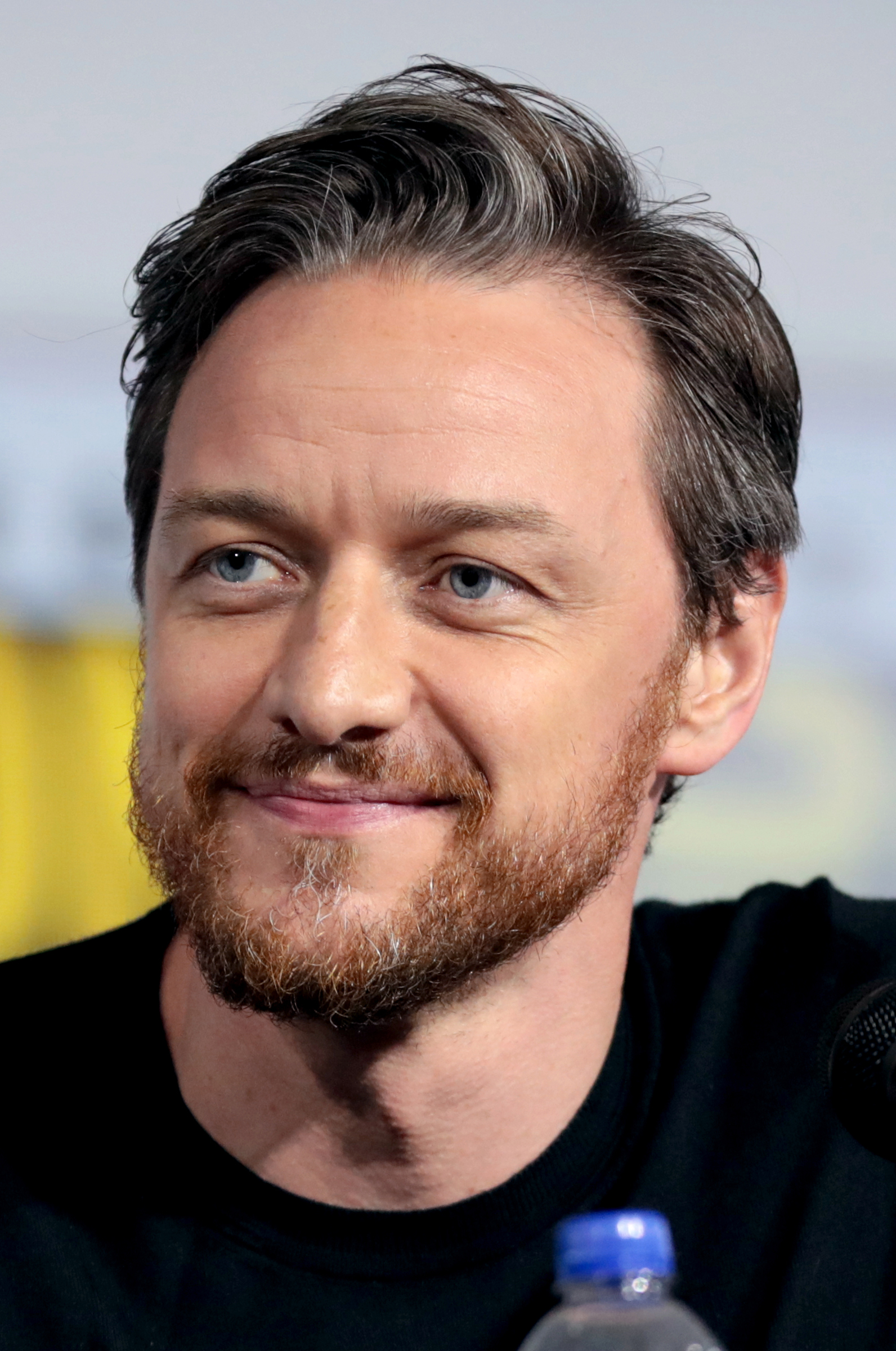
James McAvoy (* 1979)

- McAvoy, May (1899–1984), US-amerikanische Schauspielerin
- McAvoy, Thomas, Baron McAvoy (1943–2024), britischer Politiker (Labour Co-operative), Mitglied des House of Commons